# Hawthorne-Feather Airpark

i7
i11
i13
Der Hawthorne-Feather Airpark (FAA-LID: 8B1) ist ein Flugplatz in Deering im Hillsborough County von New Hampshire, einem der Neuenglandstaaten der USA. Er befindet sich in Privatbesitz und steht der Allgemeinen Luftfahrt offen.

## Übersicht
Im New Hampshire State Airport System Plan wurde Hampton Airfield als Basisflugplatz eingeordnet, der von einmotorigen Propellerflugzeugen benutzt werden kann. Auf dem Platz selbst waren mit Stand vom März 2023 insgesamt 15 solcher Flugzeuge sowie ein Ultraleichtflugzeug stationiert.

## Lage
Der Flugplatz liegt in der Monadnock-Region im südwestlichen New Hampshire etwa 5,6 Kilometer südlich des Zentrums von Hillsborough in 183 Metern Höhe auf 43-03-40.6 Nord und 71-54-19.3 West und nimmt eine Fläche von 20 Hektar ein. Westlich verläuft die US-202. Von dieser aus erfolgt die Erschließung des Flugplatzes über die Old Concord Road und den 2nd New Hampshire Turnpike North. Unmittelbar westlich der Landebahn und parallel zu dieser verläuft die stillgelegte Bahnstrecke Contoocook–Peterborough. 

## Anlage
Die Bahn 02/20 ist 994 Meter lang, 23 Meter breit, asphaltiert und nicht beleuchtet. Es gibt keine weiteren Navigationshilfen, der Anflug erfolgt aus allen Richtungen visuell. Eine parallele Rollbahn verläuft über einen Teil der Länge der Landebahn. Abstellmöglichkeiten bestehen auf nur auf dem Vorfeld. AvGas ist verfügbar.

## Flugbewegungen
Zum Zeitpunkt der Erfassung (2016) entfielen jeweils 1600 Flugbewegungen auf lokale Flüge und Zwischenaufenthalte, dazu kamen 550 Flüge des Militärs. In einem Zeitraum von zwölf Monaten wurden insgesamt 3750 Flugbewegungen erfasst (Stand März 2023).